# Turbiàs
Turbiàs és un nucli de població del municipi de Montferrer i Castellbò i de l'entitat municipal descentralitzada Vila i Vall de Castellbò, a l'Alt Urgell. El poble es troba a la carretera que va a Castellbò, passat el poble de Carmeniu, en una petita confluència de barrancs a 1.223 metres d'altitud, al vessant oriental de la Serra Plana. Presideix el poble una notable església del segle xviii, dedicada a Sant Iscle i Santa Victòria, amb un campanar de torre amb coberta piramidal, que va ser restaurada al principi dels noranta. Les cases, grisoses i amb teulades de llicorella, s'apinyen sobre seu. Depenien d'ella les de Sant Fruitós de Carmeniu i Sant Vicenç de les Eres, però actualment depèn de l'església de Santa Maria de Castellbò.
Havia tingut fins a 109 persones el 1857, 19 el 1960, 8 el 1991 i 5 el 2019. Més a munt de la carretera que surt de Castellbò i que porta a Turbiàs es troba el poblet de les Eres.